# Pilota de futbol
La pilota de futbol, baló o bimba, és una pilota de cuir o similar que s'utilitza per a jugar a futbol. Reglamentàriament té un perímetre d'entre 68 i 70 cm (diàmetre entre 21,65 i 22,29 cm). La seva massa varia de 410-450 g i la seva pressió d'inflat, d'0,6 a 1,1 atmosferes.

## Descripció
Encara que les pilotes de futbol es consideren esfèriques, les més comunes són en realitat el políedre anomenat icosàedre truncat, de 32 cares (dotze pentàgons i vint hexàgons regulars), encara que en una pilota les cares no són realment planes, sinó lleugerament corbes.
La Federació Internacional de Futbol Associació (FIFA) defineix tres nivells de qualitat diferents per a les pilotes de futbol, els aprovats per la Unió d'Associacions Europees de Futbol (UEFA), els inspeccionats per la FIFA i la Pilota Internacional Estàndard. Totes les pilotes utilitzades en competicions oficials han d'incloure un d'aquests tres segells. La certificació FIFA Approved és la més exigent de les tres. Per obtenir alguna d'aquestes, les pilotes han de superar una anàlisi de laboratori. En aquesta anàlisi s'avalua el seu pes, circumferència, esfericitat, pèrdua de pressió, absorció d'aigua i el seu rebot.

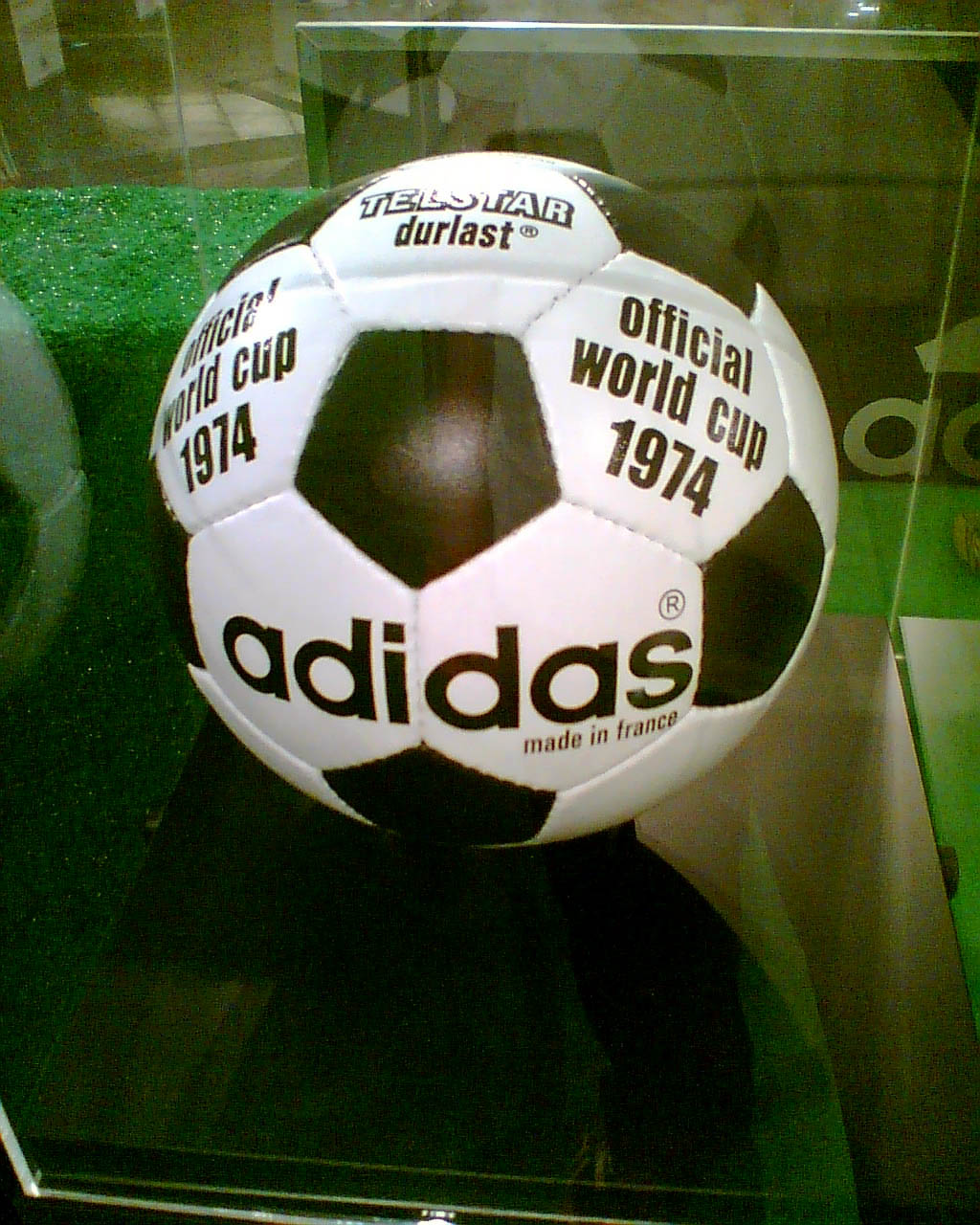
Telstar, pilota oficial del Mundial de Futbol de 1974 d'Alemanya, la primera en un mundial amb el políedre de 32 cares